# Kaci Battaglia
Kaci Battaglia (Clearwater, Flórida, 3 de outubro de 1987) é uma cantora, compositora, dançarina, atriz e produtora americana.
Ela gravou seu primeiro single em 2001, intitulado Paradise. Desde então, gravou a música I Will Learn To Love Again para o filme The Perfect Man, e atualmente trabalha na produção de seu álbum Crazy Possessive, previsto para 2011.

## Discografia
- 1998: A Thousand Stars
- 2001: Paradise
- 2002: I'm Not Anybody's Girl
- 2010: Bring It On